# Anna Hucolová
Hanna Vasylivna Hucolová, známá také jako Anna Hucolová (nepřechýleně Hucol; ukrajinsky Ганна Василівна Гуцол; 16. října 1984), je ukrajinská ekonomka, aktivistka a jedna ze zakladatelek radikálně feministické skupiny FEMEN.

## Život
Anna Hucolová se narodila Murmanské oblasti v Rusku, ale přestěhovala se na Ukrajinu s jejími rodiči v roce 1991. Je to ekonomka a bývalá asistentka zpěvačky Tiny Karol. Vystudovala ekonomii na Kyjevské národní ekonomické univerzitě.

## Aktivismus

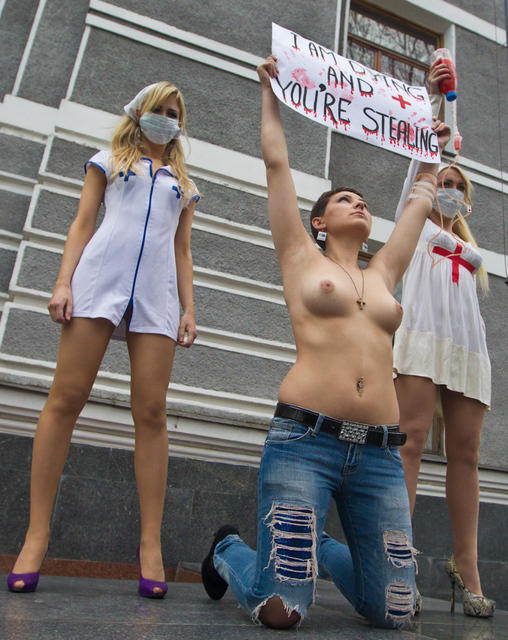
Anna Hucolová na demonstraci skupiny FEMEN

V roce 2008 spoluzaložila organizaci FEMEN. Organizace se věnuje protestům za práva žen jako jsou polonahé demonstrace, které mají přitáhnout pozornost k různým sociálním a politickým problémům (jako např. sexismus, prostituce, politické nespravedlnosti atd.). V roce 2011 požádala o prezentaci v ukrajinském parlamentu, ta byla ovšem zamítnuta. O rok později byla zadržena ruskou tajnou policií na letišti v Sankt-Petěrburgu, odkud byla deportována do Paříže. Následně v roce 2013 požádala o azyl ve Švýcarsku, ale její žádost byla zamítnuta. Podílela se také na několika dokumentárních filmech týkajících se práv žen na Ukrajině i v Evropě.

## Zajímavosti
- V roce 2012 se společně s ostatními aktivistkami z hnutí FEMEN zúčastnila Mezinárodního festivalu dokumentárních filmů v Jihlavě[6]